# Riccardo Caneva
Riccardo Caneva (Acqui Terme, 12 marzo 1962) è un cestista italiano.
Ex cestista storico della Pallacanestro Varese, ora ha aperto un'enoteca a Gavirate.

## Palmarès
- Campionato italiano: 1

Pall. Varese: 1977-78
- Coppa delle Coppe: 1

Pall. Varese: 1979-80